# 29311 Lesire
29311 Lesire (tên chỉ định: 1994 BQ3) là một tiểu hành tinh vành đai chính. Nó được phát hiện bởi Eric Walter Elst và Christian Pollas ở Caussols, Alpes-Maritimes, Pháp, ngày 16 tháng 1 năm 1994. Nó được đặt theo tên Louise Lesire.